# Saint-Jeoire-Prieuré
Saint-Jeoire-Prieuré és un municipi francès situat al departament de la Savoia i a la regió d'Alvèrnia-Roine-Alps. L'any 2007 tenia 973 habitants.

## Demografia

### Població
El 2007 la població de fet de Saint-Jeoire-Prieuré era de 973 persones. Hi havia 396 famílies de les quals 88 eren unipersonals (36 homes vivint sols i 52 dones vivint soles), 136 parelles sense fills, 128 parelles amb fills i 44 famílies monoparentals amb fills.
La població ha evolucionat segons el següent gràfic:
Habitants censats

### Habitatges
El 2007 hi havia 422 habitatges, 395 eren l'habitatge principal de la família, 20 eren segones residències i 7 estaven desocupats. 331 eren cases i 88 eren apartaments. Dels 395 habitatges principals, 295 estaven ocupats pels seus propietaris, 91 estaven llogats i ocupats pels llogaters i 9 estaven cedits a títol gratuït; 5 tenien una cambra, 30 en tenien dues, 61 en tenien tres, 117 en tenien quatre i 182 en tenien cinc o més. 329 habitatges disposaven pel capbaix d'una plaça de pàrquing. A 161 habitatges hi havia un automòbil i a 211 n'hi havia dos o més.

### Piràmide de població
La piràmide de població per edats i sexe el 2009 era:
| Homes | Edats   | Dones |
| ----- | ------- | ----- |
| 1     | 95 o +  | 5     |
| 0     | 90 a 94 | 1     |
| 0     | 85 a 89 | 3     |
| 2     | 80 a 84 | 9     |
| 6     | 75 a 79 | 29    |
| 23    | 70 a 74 | 19    |
| 22    | 65 a 69 | 22    |
| 24    | 60 a 64 | 28    |
| 37    | 55 a 59 | 9     |
| 26    | 50 a 54 | 40    |
| 28    | 45 a 49 | 18    |
| 39    | 40 a 44 | 36    |
| 23    | 35 a 39 | 24    |
| 24    | 30 a 34 | 32    |
| 32    | 25 a 29 | 26    |
| 22    | 20 a 24 | 22    |
| 23    | 15 a 19 | 21    |
| 39    | 10 a 14 | 20    |
| 19    | 5 a 9   | 27    |
| 22    | 0 a 4   | 24    |

## Economia
El 2007 la població en edat de treballar era de 626 persones, 463 eren actives i 163 eren inactives. De les 463 persones actives 443 estaven ocupades (236 homes i 207 dones) i 20 estaven aturades (10 homes i 10 dones). De les 163 persones inactives 64 estaven jubilades, 63 estaven estudiant i 36 estaven classificades com a «altres inactius».

### Ingressos
El 2009 a Saint-Jeoire-Prieuré hi havia 392 unitats fiscals que integraven 981 persones, la mediana anual d'ingressos fiscals per persona era de 20.264 €.

### Activitats econòmiques
Dels 65 establiments que hi havia el 2007, 1 era d'una empresa alimentària, 1 d'una empresa de fabricació d'altres productes industrials, 17 d'empreses de construcció, 17 d'empreses de comerç i reparació d'automòbils, 1 d'una empresa de transport, 4 d'empreses d'hostatgeria i restauració, 2 d'empreses d'informació i comunicació, 1 d'una empresa financera, 5 d'empreses immobiliàries, 5 d'empreses de serveis, 6 d'entitats de l'administració pública i 5 d'empreses classificades com a «altres activitats de serveis».
Dels 20 establiments de servei als particulars que hi havia el 2009, 1 era un taller de reparació d'automòbils i de material agrícola, 2 paletes, 1 guixaire pintor, 4 fusteries, 4 lampisteries, 3 electricistes, 2 perruqueries i 3 restaurants.
Dels 4 establiments comercials que hi havia el 2009, 1 era un supermercat, 1 una botiga de roba i 2 botigues de material esportiu.
L'any 2000 a Saint-Jeoire-Prieuré hi havia 20 explotacions agrícoles que ocupaven un total de 99 hectàrees.

## Equipaments sanitaris i escolars
L'únic equipament sanitari que hi havia el 2009 era una farmàcia.
El 2009 hi havia una escola elemental.

## Poblacions més properes
El següent diagrama mostra les poblacions més properes.